# Juden in Bamberg 1633–1802/03
Juden in Bamberg (1633–1802/03). Lebensverhältnisse und Handlungsspielräume einer städtischen Minderheit ist eine Monographie der deutschen Historikerin Michaela Schmölz-Häberlein. Das Werk befasst sich mit den Lebensverhältnissen und Handlungsspielräumen der städtischen Minderheit von Juden und Jüdinnen. Die interreligiöse Studie ist im Jahr 2014 in der Reihe Judentum-Christentum-Islam sowie im Stadtarchiv in Bamberg veröffentlicht worden. Die vorliegende Studie zur Geschichte der jüdischen Minderheit in der Stadt Bamberg ist die erste umfassende Darstellung des christlich-jüdischen Zusammenlebens vom Dreißigjährigen Krieg bis zum Ende des Alten Reiches, seitdem 1898 der Rabbiner Adolf Eckstein das Werk Geschichte der Juden im ehemaligen Fürstbistum Bamberg verfasste.

## Erkenntnisinteresse
Die lokalhistorische Studie soll eine umfassende Darstellung des christlich-jüdischen Zusammenlebens in Bamberg während des Dreißigjährigen Kriegs bis zum Ende des Alten Reichs zeigen (S. 11). Seit 1633 ist eine kontinuierliche jüdische Präsenz in der Gemeinde nachweisbar, welche erst in der Zeit des Nationalsozialismus endete. Die Autorin möchte mit ihrem Werk die Lücken über die Entfaltung der Juden in Bamberg schließen. Dabei arbeitete sie die engen Beziehungen zwischen jüdischen und christlichen Lebenswelten heraus (S. 16). Das Werk ist in die Themenbereiche der demographischen, wirtschaftlichen, sozialen und kulturellen Entwicklung gegliedert. Damit soll ein differenziertes Bild der Geschichte der Bamberger Juden im 17. und 18. Jahrhundert aufzeigt werden können (S. 18).
In den letzten Jahrzehnten sind zahlreiche Gesamtdarstellungen und Forschungsüberblicke über das Leben der Juden in Deutschland entstanden. Die Geschichte der fränkischen Juden und Jüdinnen wurde indes wenig berücksichtigt, obwohl in dieser Region die größten sowie wirtschaftlich und kulturell bedeutendsten süddeutschen Judengemeinden bestanden. Mit ihrer Untersuchung wollte Schmölz-Häberlein die lückenhafte Forschungslage schließen. Dabei war es ihr ein Anliegen, die jüdische Geschichte des 17. und 18. Jahrhunderts nicht durch die retrospektive Brille der Shoa zu lesen. Anitjüdische Vorurteile und Diskriminierungen werden zwar nicht ausgeblendet, Urbanität und Autonomie der jüdischen Gemeinde Bambergs werden aber ebenso betont.
Für ihre Arbeit hat Schmölz-Häberlein auf die städtischen Rechnungsserien im Stadtarchiv, Regierungsakten und -protokolle des Hochstifts Bamberg (Bestand Geheime Kanzlei) im Staatsarchiv Bamberg und die Sammlungen des Historischen Vereins Bamberg zurückgegriffen (S. 17).

## Inhalt
Das Werk befasst sich mit zwei zentralen Themen: mit der Entfaltung des jüdischen Lebens in Bamberg seit der Wiederansiedelung um 1633 einerseits und den daraus resultierenden Konflikten andererseits. Die Gemeinde Bamberg konnte nach 1633 eine steigende Zahl an jüdischen Haushalten verzeichnen. Damit verbunden waren die Entstehung von Institutionen jüdischer Selbstverwaltung, die Verankerung der Juden im städtischen Wirtschaftsleben und das Heranwachsen einer reichen Gelehrtenkultur. Das enge Zusammenleben von Christen und Juden im 17. Jahrhundert war indes mit Konflikten verbunden, welche sich in Protesten, Unruhen und Wegweisungsforderungen äußerten. Die Obrigkeit belastete die jüdische Bevölkerung mit Sondersteuern, rechtlichen Benachteiligungen und sozialer Diskriminierung. Im Dreißigjährigen Krieg erlebten die Juden einen zahlenmäßigen Rückgang, wuchs in den Jahren zwischen 1650 und 1800 wieder an. Um 1800 lebten in Bamberg ca. 450 Juden (S. 18). Aufgrund der wachsenden jüdischen Bevölkerung entwickelten sich zahlreiche neue Gemeinden, die mit eigenen Synagogen, Mikwen, Rabbinern und Rabbinatsgerichten ausgestattet wurden.
Das Werk ist in zehn Kapitel gegliedert und befasst sich mit der Entwicklung der jüdischen Gemeinde, der Rechtsstellung der Bamberger Juden, ihren Selbstverwaltungsorganen, den jüdischen Hoffaktoren, ihrem Erwerbsleben, zentralen religiösen Bräuchen der Familie und des Lebenszyklus, dem Zusammenleben zwischen Juden und Christen im Spannungsfeld von Koexistenz und Konflikt sowie abschließend dem Phänomen der Konversion.

## Wirkung und Rezeption
André Griemert lobte das Werk als einen umfangreichen Beitrag für die Erforschung der Bamberger Lokal- und Regionalgeschichte – und damit zusammenhängend der lokalen Bamberger Identität. Seine Rezension gliedert er weitgehend in die von Schmölz-Häberlein eingeführten Phasen jüdischen Lebens in Bamberg: Nach der Wiederansiedlung (1633-1680) seien in die personellen und organisatorischen Grundlagen geschaffen worden. Die Jahre von 1680 bis 1740, werden als eigentliche Blütezeit der Bamberger Juden dargestellt. Die dritte Phase (1740-1803) sei geprägt gewesen von Stagnation, wachsender Konkurrenz zu christlichen Kaufleuten, Autonomieverlust und zunehmenden innergemeindlichen Konflikten im Zuge der Aufklärung. Griemert meinte, die Studie biete insgesamt „einen sehr guten und zugleich tiefen Einblick in die Lebensverhältnisse der Bamberger Juden. Gerade als Grundlage für weitere Studien zu diesem Thema wird das Werk Schmölz-Häberleins zentral sein, da sie einen breiten Einblick in die lokale Quellenlage bietet.“ Gleichsam monierte er, dass die Autorin ihrem Anliegen, eine jüdische Geschichte Bambergs abseits der Verfolgungsgeschichte zu schreiben, dagegen nicht gelungen sei: „Die oben angedeutete konservative Zugangsweise zum Quellenmaterial kann die Handlungsspielräume Bamberger Juden allenfalls anreißen. Hermeneutisch weiterführender wäre es an dieser Stelle vielleicht gewesen, die Handlungsspielräume über die Argumentationsstrategien der Juden vor Ort beispielsweise in lokalen Gerichtsprozessen oder in behördlichen Kontakten auszuloten und mit den Reaktionen des jeweiligen Gegenübers abzugleichen. Insgesamt treten Kontakte zwischen Juden und Bamberger Bürgern allenfalls holzschnittartig hervor, was auch daran liegen mag, dass in dieser Hinsicht zentrale Veröffentlichungen der jüngsten Zeit zu diesem Thema unbeachtet geblieben sind.“ Als quellennahe Lokalstudie würde das Buch allerdings eine Fülle von interessanten Beobachtungen liefern und werde für vergleichende Arbeiten zentrale Anknüpfungspunkte bieten.
Friedrich Battenberg hob in seiner Rezension des Buchs hervor, dass sich die Autorin in der Studie bewusst von älteren Forschungsperspektiven abhebe, in welchen Armut, Randgruppendasein, Verfolgung und Repression im Vordergrund stünden und die Eigenleistung der jüdischen Gemeinde mit ihrer urbanen Struktur vernachlässigt würden. Schmölz-Häberlein lehne die eindimensional konstruierte Leidensgeschichte ab und möchte im Detail die Beziehung zwischen jüdischen und christlichen Lebenswelten herausarbeiten. Die Untersuchung sei eher traditionell aufgebaut, mit einer konservativen Zugangsweise zum Quellenmaterial. Trotz der lückenhaften Forschungslage gelinge es ihr, ein differenziertes Bild zur Geschichte der Juden in der Stadt Bamberg zu vermitteln.

## Ausgabe
- Juden in Bamberg (1633–1802/03). Lebensverhältnisse und Handlungsspielräume einer städtischen Minderheit. (= Judentum – Christentum – Islam. Interreligiöse Studien 11; zugleich Veröffentlichungen des Stadtarchivs Bamberg, Bd. 18), Ergon-Verlag, Würzburg 2014, ISBN 978-3-95650-019-0.